# Pacta conventa

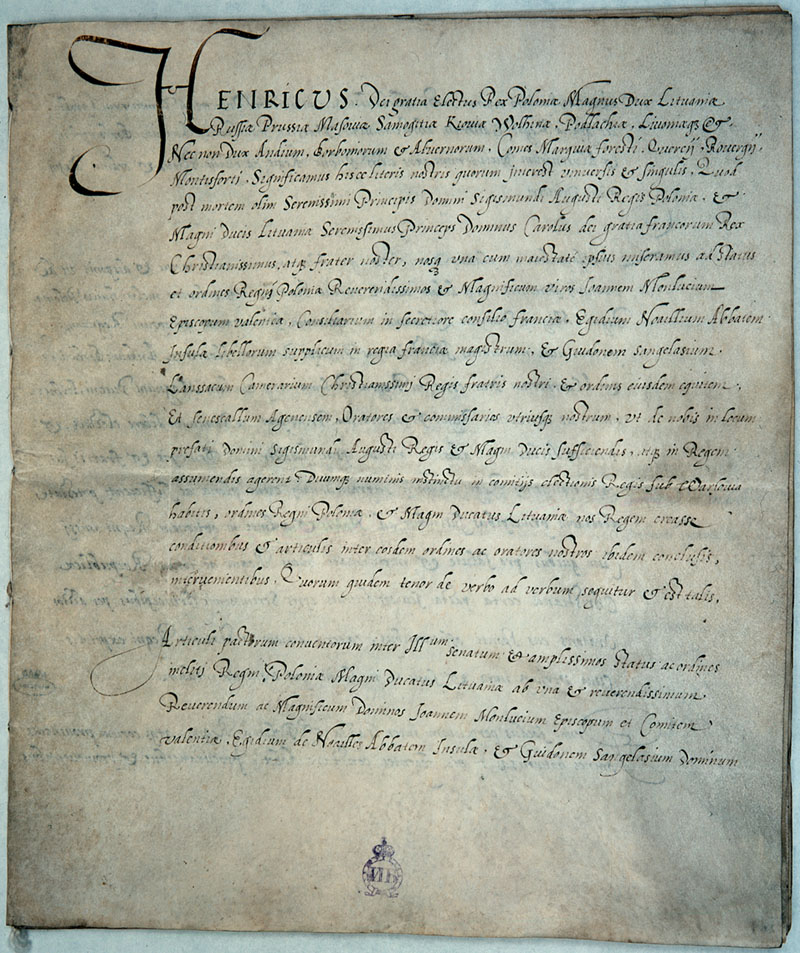
Перша Pacta conventa, підписана Генріхом Валуа (1573)

Pacta conventa (з латини — «загальна угода») — це різновид виборчої капітуляції, яка з 1573 по 1764 роки мала місце між «польським народом» (тобто шляхтою Речі Посполитої) та новообраним королем при його «вільних виборах» (пол. Wolna elekcja).
Pacta conventa юридично закріплювала обов'язок обраного короля поважати закони Речі Посполитої і визначала його зобов'язання у сферах міжнародних відносин, податків, державного боргу, збройних сил і т. д. Документ складався на елекційному сеймі (пол. sejm elekcyjny) і його підписання королем-кандидатом було умовою обрання короля на трон.
Одним із прикладів конкретних зобов'язань, знайдених в Pacta conventa, служить обіцянка короля Владислава IV Вази створити польсько-литовський військовий флот на Балтійському морі.
На додаток до своєї власної Pacta conventa кожен обраний король був зобов'язаний підписати і «Генрихівські артикули». Відмінності між цими двома документами в наступні вибори поступово стиралися.

## Зразок Pacta conventa Генріха Валуа
1573 року перед своїм коронуванням Генріх Валуа зобов'язався:
- за свій кошт надати сотні шляхтичів можливість отримати освіту в Парижі
- сплатити борги Сигизмунда ІІ Августа
- тримати союз між Францією і Польщею
- надати кілька тисяч солдатів для боротьби проти Івана Грозного
- залучити іноземних професорів до викладання у Краківській академії
- зі своєї казни надавати на потреби держави щороку 450 тисяч дукатів
- відправити на Балтику французький флот
- відбудувати польський флот
- відреставрувати Краківську академію
- одружитися з Анною Ягеллонкою